# Moldova
Moldova ([molˈdova], phiên âm: Môn-đô-va), tên chính thức Cộng hòa Moldova (Republica Moldova) là một quốc gia nằm kín trong lục địa ở Đông Âu, giữa România ở phía tây và Ukraina ở phía bắc, đông và nam.
Thời cổ đại, lãnh thổ hiện nay của nước này là một phần của Dacia, sau đó nó rơi vào vùng ảnh hưởng của Đế chế La Mã. Thời Trung Cổ, đa phần lãnh thổ hiện nay của Moldova là một phần của Công quốc Moldavia. Năm 1812, vùng phía đông của công quốc này bị sáp nhập bởi Đế chế Nga và được gọi là Bessarabia. Từ năm 1856 tới năm 1878, hai tỉnh phía nam quay trở lại với Moldavia, và vào năm 1859 chúng thống nhất với Wallachia để trở thành Romania hiện đại.
Ngay khi Đế chế Nga bị giải tán năm 1917, một nhà nước Cộng hoà Dân chủ Moldavia, đầu tiên là tự trị, sau đó là độc lập được thành lập, và gia nhập Romania năm 1918. Năm 1940, Bessarabia sáp nhập vào Liên Xô (với sự đồng ý của Đức quốc xã theo Nghị định thư Phụ lục Bí mật của Hiệp ước Xô-Đức), và bị phân chia giữa Cộng hòa Xã hội chủ nghĩa Xô viết Ukraina và nhà nước Cộng hòa Xã hội chủ nghĩa Xô viết Moldavia mới thành lập.
Sau khi bị giành giật qua lại trong giai đoạn 1941 và 1944 trong Thế chiến II, lãnh thổ của quốc gia Moldova hiện đại sáp nhập vào Liên Xô cho tới khi nó giành lại độc lập ngày 27 tháng 8 năm 1991. Moldova được chấp nhận vào Liên Hợp Quốc tháng 3 năm 1992.
Tháng 9 năm 1990, một chính phủ ly khai được thành lập tại Transnistria, dải lãnh thổ Moldova trên bờ đông sông Dniester. Không quốc gia thành viên Liên hiệp quốc nào công nhận chính quyền này.
Nước này theo chế độ dân chủ nghị viện với một tổng thống là lãnh đạo quốc gia và một thủ tướng là lãnh đạo chính phủ. Moldova là một quốc gia thành viên của Liên hiệp quốc, Hội đồng châu Âu, Tổ chức Thương mại Thế giới (WTO), Tổ chức An ninh và Hợp tác châu Âu (OSCE), GUAM, Cộng đồng các quốc gia độc lập, Tổ chức Hợp tác Kinh tế biển Đen (BSEC) và các tổ chức quốc tế khác. Moldova hiện mong muốn gia nhập Liên minh châu Âu, và đã thực hiện Kế hoạch Hành động ba năm đầu tiên bên trong khuôn khổ Chính sách Láng giềng châu Âu (ENP).

## Địa lý

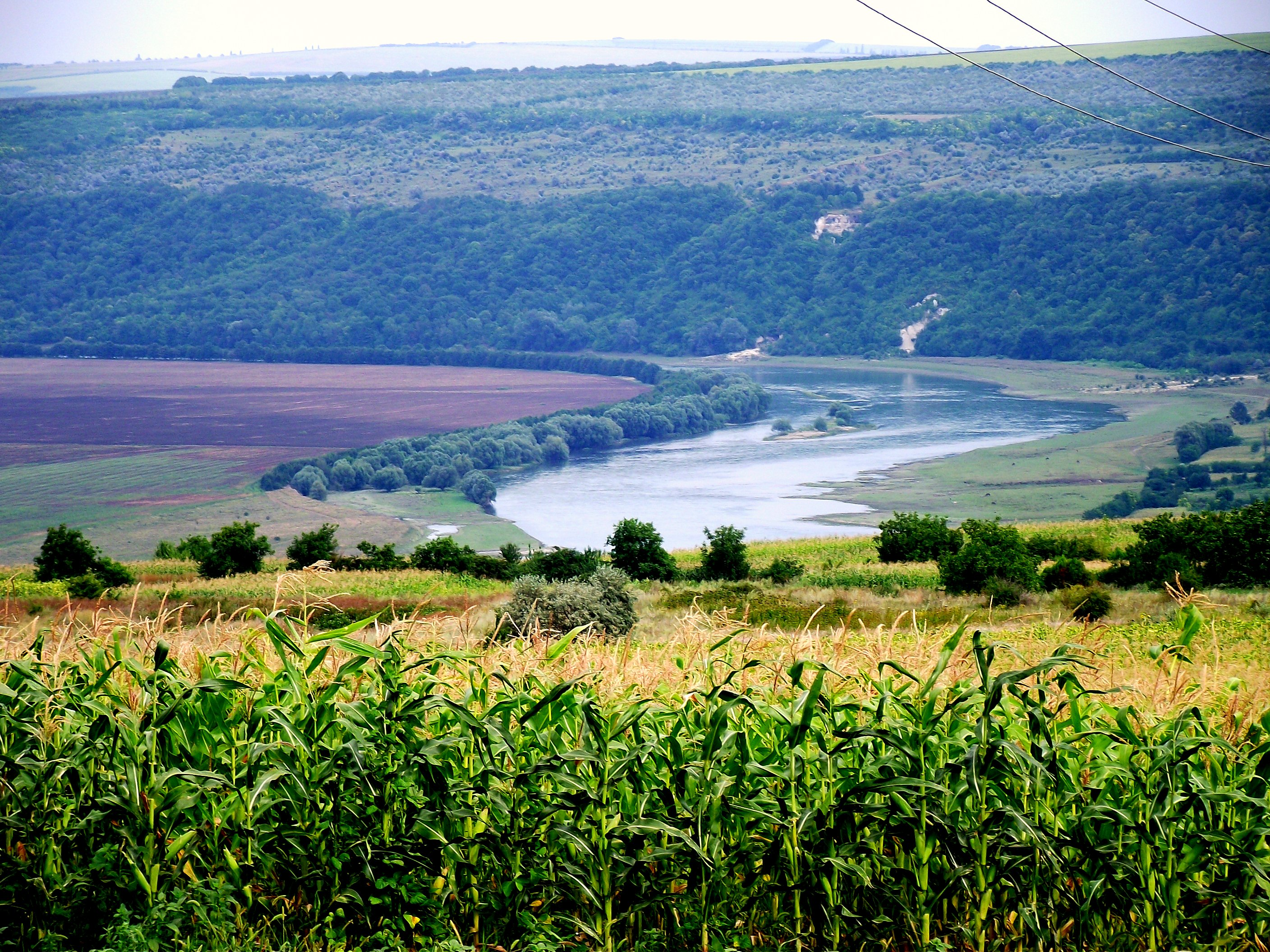
Thung lũng Dniester

Phần lớn nhất của đất nước nằm giữa hai con sông, Dniester và Prut. Biên giới phía tây Moldova được hình thành bởi sông Prut, nó nhập vào sông Danube trước khi đổ ra biển Đen. Moldova có đoạn tiếp cận sông Danube chỉ dài khoảng 480m, và Giurgiuleşti là cảng duy nhất của Moldova trên sông Danube. Ở phía đông, Dniester là con sông chính, chảy xuyên quốc gia từ bắc đến nam, nhận nước từ các con sông Răut, Bâc, Ichel, Botna. Ialpug chảy vào một trong các cửa sông của Danube, trong khi Cogâlnic đổ vào dãy cửa sông trên biển Đen.
Moldova là quốc gia nằm kín trong lục địa, thậm chí khi nước này ở rất gần biển Đen. Tuy hầu hết đất nước là đồi núi, độ cao không bao giờ vượt quá 430m — điểm cao nhất là Đồi Bălăneşti. Các ngọn đồi tại Moldova là một phần của Cao nguyên Moldavia, về mặt địa lý bắt nguồn từ dãy Núi Carpathian. Các phần phụ của nó tại Moldova gồm Đồi Dniester (Đồi Bắc Moldavia và Dãy Dniester-Rāut), Đồng bằng Moldavia (Thung lũng Trung Prut và Thảo nguyên Bălţi), và Cao nguyên Trung Moldavia (Đồi Ciuluc-Soloneţ, Đồi Corneşti (Codri Massive) - Codri, có nghĩa "rừng" -, Đồi Hạ Dniester, Thung lũng Hạ Prut, và Đồi Tigheci). Ở phía nam, nước này có một vùng đất phẳng nhỏ, Đồng bằng Bugeac. Lãnh thổ Moldova ở phía đông sông Dniester bị chia tách giữa các phần của Cao nguyên Podolia, và các phần của Thảo nguyên Âu Á.
Các thành phố lớn của nước này là thủ đô Chişinău, ở trung tâm đất nước, Tiraspol (ở vùng phía đông Transnistria), Bălţi (ở phía bắc) và Tighina (ở phía đông nam).

## Tên gọi
Tên Moldova xuất xứ từ tên Sông Moldova; châu thổ của con sông này từng là một trung tâm chính trị khi Công quốc Moldavia được thành lập năm 1359. Nguồn gốc của tên sông vẫn chưa sáng tỏ hoàn toàn. Có một giải thích (một truyền thuyết) về việc hoàng tử Dragoş đặt tên cho con sông sau khi săn một chú bò rừng châu Âu: Sau cuộc đi săn, chú chó săn Molda đã kiệt sức của ông chết đuối trên sông. Tên của chú chó đã được đặt cho con sông, và cuối cùng là cả Công quốc, theo Dimitrie Cantemir và Grigore Ureche.

## Lịch sử
Thời Cổ đại lãnh thổ Moldova là nơi sinh sống của các bộ tộc Dacian. Giữa thế kỷ thứ I và thế kỷ thứ VII trước Công nguyên, vùng phía nam thỉnh thoảng nằm dưới quyền kiểm soát của các Đế chế La Mã và sau đó là Byzantine. Vì vị trí chiến lược của nó là cầu nối giữa châu Á và châu Âu, lãnh thổ Moldova hiện đại nhiều lần trong thời kỳ cuối cổ đại và đầu thời Trung Cổ đã bị người Goths, Huns, Avars, Magyars, Pechenegs, Cumans, và Mông Cổ xâm lược. Những cuộc tấn công của người Tatar tiếp tục sau sự thành lập Công quốc Moldavia năm 1359, với các biên giới là dãy núi Carpathian ở phía tây, sông Dniester ở phía đông và sông Danube và biển Đen ở phía nam. Lãnh thổ của nó gồm lãnh thổ hiện tại của Cộng hoà Moldova, tám trong số 41 tỉnh ở phía đông Romania, và vùng tỉnh Chernivtsi và Budjak của Ukraina. Như nước cộng hoà hiện tại, nó được người địa phương gọi là Moldova. Năm 1538, công quốc trở thành một chư hầu của Đế chế Ottoman, nhưng vẫn giữ được một phần tự trị bên trong và bên ngoài.
Năm 1812, theo Hiệp ước Bucharest giữa Đế chế Ottoman (trong đó Moldavia là một chư hầu) và Đế chế Nga, Đế chế Ottoman nhượng nửa phía đông Công quốc Moldavia, dọc Khotyn và Bessarabia cũ (Budjak hiện đại), dù có nhiều cuộc phản đối của người Moldavia.
Ban đầu, người Nga dùng cái tên "'Oblast' (tỉnh) Moldavia và Bessarabia", cho phép họ có quyền tự trị rộng lớn, nhưng sau này (năm 1828) ngưng chính quyền tự quản và gọi nó là Guberniya của Bessarabia, hay đơn giản Bessarabia, bắt đầu quá trình Nga hoá, một phần của chính sách này tại Bessarabia là bài trừ yếu tố Romania bằng cách cấm giáo dục và lễ hội tôn giáo bằng tiếng România từ sau thập niên 1860; hậu quả là một tỷ lệ biết chữ cực thấp (năm 1897 xấp xỉ 18% nam giới, xấp xỉ 4% nữ giới biết chữ). Phần phía tây Moldavia (không phải là một phần của Moldova hiện nay) vẫn là một công quốc tự trị, và vào năm 1859, thống nhất với Wallachia để hình thành Vương quốc Romania. Năm 1856, Hiệp ước Paris chứng kiến ba tỉnh của Bessarabia - Cahul, Bolgrad và Ismail - quay trở lại với Moldavia, nhưng vào năm 1878, Hiệp ước Berlin chứng kiến Vương quốc Romania trả lại chúng cho Đế chế Nga. Trong thế kỷ XIX, chính quyền Nga khuyến khích việc di cư tới các phần của vùng bởi người Ukraina, Lipovan, Cossack, Bulgari, Đức, Gagauz, và cho phép định cư thêm nhiều người Do Thái; tỷ lệ dân cư là người gốc Moldova giảm từ khoảng 86% năm 1816 xuống khoảng 52% năm 1905.

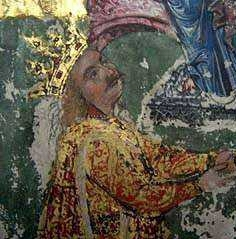
Một bích hoạ nhà thờ thể hiện Ștefan Vĩ đại, người trị vì công quốc Moldavia từ 1457 tới 1504, và là nhân vật lịch sử nổi tiếng nhất của Moldavia

Công quốc Moldavia năm 1483

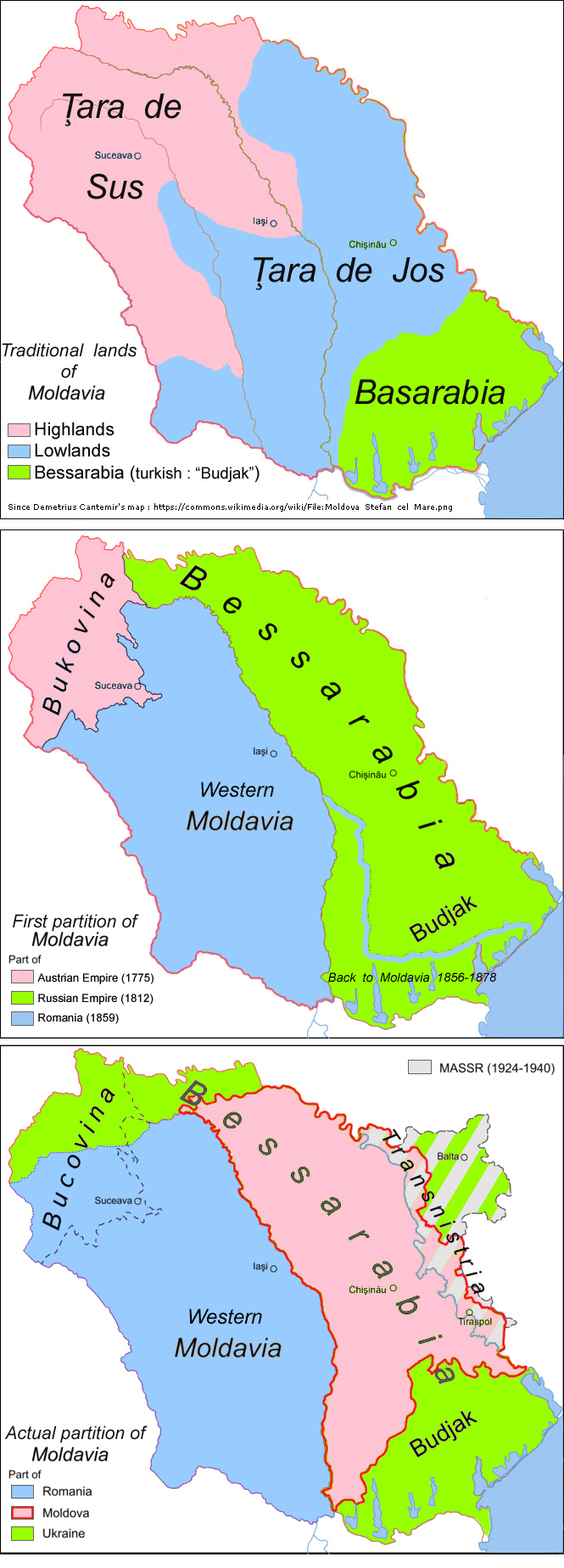
Các lãnh thổ Công quốc Moldavia thời Trung Cổ hiện bị phân chia giữa România (tây Moldavia với nam Bukovina) xanh dương, Moldova (lõi của Bessarabia) xanh lá cây, và Ukraina (nam Bessarabia và tỉnh Chernivtsi) đỏ.

Thế chiến I đã khiến người dân địa phương nhận thức cao hơn về chính trị và văn hoá (quốc gia), có 300,000 người Bessarabian đăng ký gia nhập Hồng Quân Xô Viết được thành lập năm 1917; bên trong các đơn vị lớn hơn nhiều "Hội đồng Binh sĩ Moldavia" được thành lập. Từ tháng 11 năm 1917 đến tháng 1 năm 1918, công nhân và nông dân thành lập chính quyền Xô viết ở Kishinev, Bendery, Tiraspol và các thành phố và phụ cận khác quanh Moldavia. Tuy nhiên chính quyền Xô viết chỉ đứng vững ở phía đông Moldavia (tả ngạn của Dniester). Vùng phía tây của đất nước là Bessarabia vốn nằm giữa Prut và Dniester không nằm trong quyền lực của Xô viết. Tại đây, một nghị viện Bessarabia, Sfatul Ţării, được bầu vào tháng 10 tháng 11 năm 1917 và khai mạc ngày 3 tháng 12 năm 1917 (21 tháng 11 năm 1917 theo lịch cũ), tuyên bố nhà nước Cộng hoà Dân chủ Moldavia (15 tháng 12, hay 2 tháng 12 năm 1917 theo lịch cũ) bên trong nhà nước liên bang Nga, và thành lập chính phủ của họ (21 tháng 12 hay 8 tháng 12 năm 1917). Bessarabia tuyên bố độc lập khỏi Nga (6 tháng 2 hay 24 tháng 1 năm 1918), vào ngày 9 tháng 4 (27 tháng 3 năm 1918). Ngay sau đó, Quân đội Romania tiến vào trong vùng nhằm đối phó với một nỗ lực phản kháng của người dân địa phương với sự lãnh đạo của Bolshevik. Khi đó chính quyền Nga Xô viết đang bận đối phó với các lực lượng Bạch vệ trong Nội chiến Nga nên không thể đem quân bảo vệ Bessarabia. Khi biết sẽ không nhận được sự hỗ trợ, đầu tháng 1, Sfatul Ţării quyết định với 86 phiếu thuận và 3 phiếu chống và 36 phiếu trắng, sáp nhập Bessarabia vào Vương quốc Romania, với điều kiện thực hiện cải ruộng đất, tự trị địa phương, và tôn trọng các quyền tín ngưỡng. Các điều kiện bị huỷ bỏ sau khi Bukovina và Transilvania cũng gia nhập Vương quốc Romania. Liên minh này được các quốc gia Đồng Minh công nhận trong Hiệp ước Paris (1920). Tuy nhiên, nước Nga Xô viết mới được thành lập, không công nhận quyền cai quản của Romania với Bessarabia. Liên Xô coi vùng này là lãnh thổ Liên Xô nằm dưới sự chiếm đóng của Romania.
Sau thất bại của cuộc Nổi dậy Tatarbunary năm 1924, vùng Transnistria láng giềng, một phần của Cộng hoà Xã hội chủ nghĩa Ukraina thời ấy, được thành lập thành CHXHCNXV Moldavia. Tháng 8 năm 1939, Hiệp ước Molotov-Ribbentrop và nghị định bí mật thèm vào của nó được ký kết, theo đó Phát xít Đức công nhận Bessarabia thuộc vùng ảnh hưởng của Liên Xô, điều này giúp Liên Xô mạnh mẽ khôi phục tuyên bố chủ quyền với vùng đất này. Dù Liên Xô và Romania đồng ý nguyên tắc giải pháp phi bạo lực cho những tranh chấp lãnh thổ trong Hiệp ước Kellogg-Briand năm 1928 và Hiệp ước London tháng 7 năm 1933, ngày 28 tháng 6 năm 1940, sau khi ra một tối hậu thư với Romania, Liên Xô, với sự cam kết không can thiệp của Đức, tiến quân vào Bessarabia và phần phía bắc của Bukovina. Hồng quân nhận được sự chào đón của dân địa phương và chỉ gặp ít kháng cự. Họ thành lập Cộng hoà Xã hội chủ nghĩa Moldavia, gồm khoảng 70% của Bessarabia, và 50% của Moldavian ASSR hiện đã giải tán.
Sự kiện này dẫn tới sự thay đổi chính trị lớn tại Romania, nước này huỷ bỏ hiệp ước liên minh với Pháp và Anh và quay sang thân cận với Đức và cuối cùng là sự thành lập các chính phủ ủng hộ Phát xít. Bằng cách tham gia vào cuộc xâm lược của phe Trục vào Liên Xô năm 1941, Romania chiếm lại các lãnh thổ Bessarabia đã mất, và bắc Bukovina, nhưng chính quyền quân sự của nó cũng tiếp tục chiến tranh sâu vào trong lãnh thổ Liên Xô. Tại Transnistria bị chiếm đóng, các lực lượng Romania, cùng với người Đức, đã trục xuất hay tiêu diệt khoảng 300,000 người Do Thái, gồm 147,000 người từ Bessarabia và Bukovina (trong con số sau này, xấp xỉ 90,000 người thiệt mạng). Quân đội Liên Xô tái chiêm vùng này trong thời gian từ tháng 2 tới tháng 4 năm 1944, và tái lập nước Cộng hoà Xã hội chủ nghĩa Moldavia. Khoảng 150,000 lính Moldova đã thiệt mạng trong Thế chiến II, gồm khoảng 50,000 người thuộc quân đội Romania (gồm cả tù binh chiến tranh), và khoảng 100,000 trong quân đội Liên Xô.
Trong giai đoạn cầm quyền của Stalin (1940-1941, 1944-1953), Tù đày Liên Xô từ Bessarabia và Bắc Bukovina tới Bắc Urals, Siberia, và Bắc Kazakhstan đã diễn ra thường xuyên, những cuộc trục xuất lớn nhất diễn ra ngày 12–13 tháng 6 năm 1941, và 5-6 tháng 7 năm 1949, chỉ riêng tại nhà nước Cộng hoà Xã hội chủ nghĩa Moldova đã là 18.392 người và 35,796 người. Các hình thức khác gồm 32.433 vụ bắt giữ nghi phạm chính trị, tiếp đó là đưa vào Trại cải tạo lao động (trong 8.360 trường hợp), tập thể hoá, loại bỏ kinh tế tư nhân, và hạ tầng (chủ yếu trong cuộc rút lui năm 1941). Năm 1946, do hậu quả của nhiều cuộc hạn hán nghiêm trọng cộng với những hạn mức đóng góp bắt buộc do chính phủ Liên Xô, vùng tây nam Liên Xô gặp nạn đói nghiêm trọng. Năm 1946-1947, ít nhất 216.000 người chết hoặc bị hư thai, và khoảng 350,000 trường hợp loạn dưỡng đã được các nhà sử học xác minh chỉ riêng tại Cộng hoà Xã hội chủ nghĩa Moldavia. Những sự kiện tương tự diễn ra trong thập niên 1930 tại Moldavian ASSR. Năm 1944-53, có nhiều nhóm vũ trang chống đối Liên Xô tại Moldova; tuy nhiên NKVD và sau này là MGB đã tìm cách bắt giữ, hành quyết hoặc trục xuất các thành viên của chúng.
Giai đoạn hậu chiến chứng kiến sự di cư ở tầm rộng lớn của các sắc tộc Nga, Ukraina, và các nhóm sắc tộc khác vào trong nhà nước cộng hoà Xô viết mới, đặc biệt là vào các vùng đô thị, một phần để bù cho những thiếu hụt nhân khẩu do các cuộc di cư năm 1940 và 1944 gây ra. Chính phủ Liên Xô tiến hành một chiến dịch khuyến khích bản sắc dân tộc Moldova, tách biệt nó khỏi bản sắc Romania, dựa trên một lý thuyết được phát triển trong thời nhà nước Moldavian ASSR (1924-1940) còn tồn tại. Chính sách chính thức của Liên Xô xác nhận rằng ngôn ngữ được người Moldova sử dụng khác biệt với tiếng România (xem Chủ nghĩa Moldova). Để phân biệt hai loại tiếng này, trong thời Liên Xô, tiếng Moldova được viết theo ký tự Kirin, trái với tiếng România, từ năm 1860 đã được viết theo ký tự Latinh.
Hơn nữa, trong thập niên 1970 và 1980, Cộng hoà Xã hội chủ nghĩa Moldavia nhận được các khoản trợ cấp lớn từ ngân sách Liên Xô để phát triển các cơ sở công nghiệp và khoa học cũng như nhà ở. Năm 1971, Hội đồng Bộ trưởng Liên Xô thông qua một quyết định "Về các biện pháp pháp triển hơn nữa thành phố Kishinev" (Chişinău hiện đại), cung cấp hơn một tỷ ruble từ ngân sách Liên Xô cho các dự án xây dựng; các quyết định sau đó cũng cung cấp các khoản tiền lớn và gửi các chuyên gia từ các vùng khác của Liên Xô tới giúp phát triển ngành công nghiệp Moldova.
Trong các điều kiện chính trị mới được tạo lập sau năm 1985 từ chính sách glasnost do Mikhail Gorbachev đề xướng năm 1986, để hỗ trợ perestroika (tái cơ cấu), một Phong trào Dân chủ Moldova (tiếng Romania: Mişcarea Democratică din Moldova) được hình thành, và vào năm 1989 bắt đầu được gọi là Mặt trận Nhân dân Moldova (FPM; tiếng Romania: Frontul Popular din Moldova), tư tưởng của nó dựa trên chủ nghĩa quốc gia lãng mạn. Cùng với nhiều nước cộng hoà thuộc Liên Xô khác, từ năm 1988 trở về sau, Moldova bắt đầu chuyển sang khuynh hướng độc lập. Ngày 27 tháng 8 năm 1989, FPM tổ chức một cuộc tuần hành nhân dân lớn tại Chişinău, được gọi là Đại Quốc hội (tiếng Romania: Marea Adunare Naţională), gây áp lực với chính quyền Cộng hoà Xã hội chủ nghĩa Xô viết Moldavia thông qua một luật ngôn ngữ ngày 31 tháng 8 năm 1989 tuyên bố tiếng Moldova được viết bằng ký tự Latinh là ngôn ngữ của nhà nước. Sự tương đồng của nó với tiếng România cũng được tái lập.
Cuộc bầu cử nghị viện địa phương dân chủ đầu tiên được tổ chức vào tháng 2 và tháng 3 năm 1990. Mircea Snegur được bầu làm Người phát ngôn Nghị viện, và Mircea Druc làm Thủ tướng. Ngày 23 tháng 6 năm 1990, Nghị viện thông qua Tuyên bố về Chủ quyền của "Cộng hoà Xã hội Chủ nghĩa Xô viết Moldova", tuyên bố, cùng với những thứ khác, quy định sự ưu tiên của luật pháp Moldova so với luật pháp của Liên Xô. Sau thất bại của cuộc đảo chính Liên Xô năm 1991, ngày 27 tháng 8 năm 1991, Moldova tuyên bố độc lập. Ngày 21 tháng 12 cùng năm, Moldova, cùng với hầu hết các nước cộng hoà cũ của Liên Xô, ký đạo luật cơ bản hình thành Cộng đồng các quốc gia độc lập (CIS) hậu Xô viết. Tự tuyên bố mình là một nhà nước trung lập, không gia nhập phái quân sự của CIS. Ba tháng sau, ngày 2 tháng 3 năm 1992, nước này được Liên hiệp quốc công nhận chính thức là một quốc gia độc lập. Năm 1994, Moldova trở thành một Đối tác vì Hoà bình của NATO và cũng là một thành viên của Hội đồng châu Âu ngày 29 tháng 6 năm 1995.
Tại vùng phía đông sông Dniester, Transnistria, gồm một tỷ lệ lớn người sắc tộc Nga và Ukraina ủng hộ Nga (51%, năm 1989, người Moldova chiếm 40%), và là nơi có sở chỉ huy nhiều đơn vị thuộc Quân đoàn Bảo vệ Xô viết số 14 đóng quân, một nhà nước "Cộng hòa Xã hội chủ nghĩa Xô viết Moldavia Pridnestrovia" được tuyên bố thành lập ngày 16 tháng 8 năm 1990, với thủ đô đặt tại Tiraspol. Động cơ phía sau hành động này là mối lo ngại sự trỗi dậy của chủ nghĩa quốc gia tại Moldova và dự định thống nhất với România ngay sau khi ly khai khỏi Liên Xô. Vào mùa đông năm 1991-1992 những cuộc đụng độ đã xảy ra giữa các lực lượng Transnistria, được các lực lượng bên trong Quân đoàn 14 ủng hộ, và cảnh sát Moldova. Từ mùng 2 tháng 3 tới 26 tháng 7 năm 1992, cuộc xung đột leo thang trở thành một cuộc xung đột quân sự.
Ngày 2 tháng 1 năm 1992, Moldova thiết lập một nền kinh tế thị trường, tự do hoá giá cả, dẫn tới tình trạng lạm phát tăng cao. Từ năm 1992 tới năm 2001, đất nước non trẻ phải chịu một cuộc khủng hoảng kinh tế nghiêm trọng, khiến hầu hết dân cư phải sống dưới mức nghèo khổ. Năm 1993, một đồng tiền tệ quốc gia, đông leu Moldova, ra đời để thay thế đồng rúp Liên Xô. Tình hình kinh tế Moldova bắt đầu biến chuyển năm 2001; và tới năm 2008 nước này đã có mức tăng trưởng ổn định hàng năm trong khoảng 5% đến 10%. Đầu thập niên 2000 cũng chứng kiến sự tăng trưởng di cư lớn của những người Moldova tìm kiếm việc làm (chủ yếu bất hợp pháp) vào Nga (đặc biệt là vùng Moskva), Italia, Bồ Đào Nha, Tây Ban Nha, Hy Lạp, Síp, Thổ Nhĩ Kỳ, và các quốc gia khác; các khoản tiền gửi về từ những người Moldova ở nước ngoài chiếm tới 38% GDP quốc gia, tỷ lệ cao thứ hai thế giới vào năm 2008.
Cuộc bầu cử nghị viện năm 1994 chứng kiến thành công của Đảng Dân chủ Ruộng đất Moldova với đa số ghế, tạo ra một điểm thay đổi quan trọng trong chính trị Moldova. Mặt trận Nhân dân quốc gia từ thời điểm đó chỉ còn là nhóm thiểu số trong nghị viện, các biện pháp mới nhằm giảm căng thẳng sắc tộc trong nước có thể được thông qua. Những kế hoạch về một liên minh với Romania đã bị huỷ bỏ, và hiến pháp mới trao quyền tự trị cho hai vùng đất ly khai Transnistria và Gagauzia. Ngày 23 tháng 12 năm 1994, Nghị viện Moldova thông qua một "Luật về Vị thế Pháp lý Đặc biệt của Gagauzia", và vào năm 1995 nó đã được pháp hoá.
Sau khi giành thắng lợi trong cuộc bầu cử tổng thống năm 1996, ngày 15 tháng 1 năm 1997, Petru Lucinschi, cựu Thư ký thứ nhất của Đảng Cộng sản Moldova giai đoạn 1989-91, trở thành tổng thống thứ hai của đất nước (1997-2001), thay thế Mircea Snegur (1991-1996). Năm 2000, Hiến pháp được sửa đổi, đưa Moldova thành một nhà nước cộng hoà nghị viên, với tổng thống được lựa chọn thông qua bầu cử gián tiếp chứ không phải trực tiếp do nhân dân.
Giành 49.9% số phiếu, Đảng Cộng sản Cộng hoà Moldova (tái lập năm 1993 sau khi đã bị đặt ra ngoài vòng pháp luật năm 1991), giành được 71 trên 101 ghế quốc hội, và vào ngày 4 tháng 4 năm 2001, bầu Vladimir Voronin làm tổng thống thứ ba của nước này (tái cử năm 2005, và hiện đang giữ chức). Nước này trở thành nhà nước hậu Xô viết đầu tiên với một Đảng Cộng sản không cải cách quay trở lại nắm quyền. Chính phủ mới được Vasile Tarlev thành lập (19 tháng 4 năm 2001 - 31 tháng 3 năm 2008), và Zinaida Greceanîi (31 tháng 3 năm 2008 - hiện tại). Giai đoạn 2001-2003 quan hệ giữa Moldova và Nga đã được cải thiện, nhưng đã tạm thời sút giảm trong giai đoạn 2003-2006, với sự thất bại của cuộc trưng cầu dân ý Kozak, đỉnh điểm là cuộc khủng hoảng xuất khẩu rượu năm 2006.
Sau cuộc bầu cử nghị viện ngày 5 tháng 4 năm 2009, Đảng Cộng sản giành 49.48% số phiếu, tiếp theo là Đảng Tự do với 13.14% phiếu, Đảng Dân chủ Tự do giành 12.43%, và Liên minh "Moldova Noastră" với 9.77%. Các lãnh đạo đối lập đã tuần hành phản đối kết quả bầu cử gọi nó là gian lận và yêu cầu một cuộc bầu cử thay thế. Ngày 6 thág 4 năm 2009, nhiều tổ chức phi chính phủ và các đảng đối lập đã tổ chức một cuộc tuần hành hoà bình tại Chişinău, với số người tham gia lên tới khoảng 15,000 người cùng sự trợ giúp của các trang mạng xã hội như Twitter và Facebook. Các biểu ngữ phản đối đảng cộng sản và ủng hộ Romania xuất hiện nhiều. Cuộc tuần hành đã vượt qua tầm kiểm soát ngày 7 tháng 4 và trở thành một cuộc bạo loạn khi một phần đám đông tấn công các văn phòng tổng thống và tràn vào toà nhà nghị viện, cướp phá và châm lửa đốt nhiều tầng nhà. Cảnh sát đã tái lập sự kiểm soát trong đêm ngày 7-8 tháng 4, giam giữ hàng trăm người biểu tình. Nhiều người bị giam giữ đã thông báo bị cảnh sát đánh đập khi được thả. Ba thanh niên đã chết trong ngày diễn ra cuộc bạo loạn. Phe đối lập buộc tội cảnh sát về những cái chết này, trong khi chính phủ tuyên bố rằng họ hoặc không liên quan tới những người biểu tình, hay là do tai nạn. Các quan chức chính phủ, gồm cả Tổng thống Vladimir Voronin, đã gọi cuộc biểu tình là một âm mưu đảo chính và đã buộc tội Romania tổ chức nó. Phe đối lập buộc tội chính phủ tổ chức các cuộc bạo loạn bằng cách đưa nhân viên mật vào trong những người biểu tình.
Sau khi nghị viện không thể bầu ra một tổng thống mới, nó bị giải tán và cuộc bầu cử mới được tổ chức ngày 29 tháng 7 năm 2009, và những người Cộng sản một lần nữa giành được đa số, dù mong manh cả về số phiếu phổ thông cả về số ghế trong nghị viện: 48 trong số 101 ghế cho Đảng Cộng sản, 18 ghế cho Đảng Dân chủ Tự do, 15 ghế cho Đảng Tự do, 13 ghế cho Đảng Dân chủ, và 7 ghế cho Liên minh Moldova của chúng ta.
Bản mẫu:Lịch sử chính trị Moldova

## Chính phủ và chính trị
Moldova là một nhà nước đơn nhất nghị viện đại diện dân chủ cộng hoà. hiến pháp Moldova, được thông qua năm 1994, đặt ra khuôn khổ cho chính phủ đất nước. Một nghị viện đa số ít nhất hai phần ba cần thiết để sửa đổi hiến pháp Moldova, hiến pháp không thể được sửa đổi trong thời gian chiến tranh hay tình trạng khẩn cấp quốc gia. Những sửa đổi hiến pháp ảnh hưởng tới chủ quyền, độc lập hay sự thống nhất quốc gia chỉ có thể được thực hiện sau khi đa số người dân đồng ý thông qua trưng cầu dân ý. Hơn nữa, không sửa đổi nào được tiến hành để hạn chế các quyền căn bản của người dân được quy định trong hiến pháp.
Cơ quan lập pháp trung ương của đất nước là một Nghị viện Moldova lưỡng viện (Parlament), với 101 ghế, và các thành viên của nó được dân chúng bầu ra dựa trên các danh sách ứng cử viên của các đảng mỗi bốn năm.
Nguyên thủ quốc gia là Tổng thống Moldova, tổng thống được Nghị viện Moldova bầu, và phải được sự ủng hộ của ba phần năm số đại biểu (ít nhất 61 phiếu). Tổng thống chỉ định thủ tướng người chịu trách nhiệm lãnh đạo chính phủ, và tổ chức một nội các, cả thủ tướng và nội các đều phải được nghị viện phê chuẩn.
Hiến pháp cũng thiết lập một Toà án Hiến pháp độc lập, gồm sáu thẩm phán (hai do Tổng thống chỉ định, hai do Nghị viện, và hai do Hội đồng Tối cao thẩm phán), phục vụ với nhiệm kỳ sáu năm, trong thời hạn đó họ không thể bị thay thế và không nằm dưới sự điều khiển của bất cứ quyền lực nào. Toà án được trao quyền tái xem xét mọi đạo luật của nghị viện, các nghị định của tổng thống, các hiệp ước quốc tế do nhà nước ký kết.
Trong các cuộc bầu cử nghị viện năm 1998, bầu cử nghị viện năm 2001, bầu cử nghị viện năm 2005, bầu cử nghị viện tháng 4 năm 2009, và bầu cử nghị viện tháng 7 năm 2009 Đảng Cộng sản Cộng hoà Moldova đều giành chiến thắng với đa số ghế.
Sau cuộc bầu cử nghị viện năm 2005, các đảng khác có đại diện trong Nghị viện gồm Liên minh Moldova của Chúng ta (13 ghế), Đảng Dân chủ (Moldova) (11 ghế), Đảng Dân chủ Thiên chúa giáo Nhân dân (7 ghế), với 15 thành viên không đảng phái của nghị viện. Tại cuộc bầu cử nghị viện tháng 4 năm 2009, Đảng Cộng sản cũng giành thắng lợi với 60 ghế. Với đa số ghế trong tay Đảng Cộng sản khiến nước này trở thành một trong ba quốc gia duy nhất có các nhà lãnh đạo cộng sản được bầu dân chủ, hai nước kia là Cộng hòa Síp và Nepal. Phe đối lập gồm Đảng Tự do (PL, 15 ghế), Đảng Dân chủ Tự do Moldova (PLDM, 15 ghế) và Đảng Liên minh Moldova của Chúng ta (AMN, 11 ghế).
Tổng thống Moldova là Vladimir Voronin, ông giữ chức vụ này từ năm 2001.
Ngày 8 tháng 8 năm 2009, bốn đảng chính trị Moldova – Đảng Dân chủ Tự do, Đảng Tự do, Đảng Dân chủ, và Liên minh Moldova của Chúng ta – đồng ý thành lập một liên minh (Liên minh vì liên kết châu Âu) sẽ biến Đảng Cộng sản thành đối lập
Ngày 28 tháng 8 năm 2009, liên minh ủng hộ phương Tây của Moldova đã lựa chọn một người phát ngôn mới (tên là Mihai Ghimpu) trong một cuộc bỏ phiếu bị các đại diện Cộng sản tẩy chay.
Bản mẫu:Liên minh và Cộng sản sau cuộc bỏ phiếu tháng 7 năm 2009 tại Moldova

### Quan hệ nước ngoài

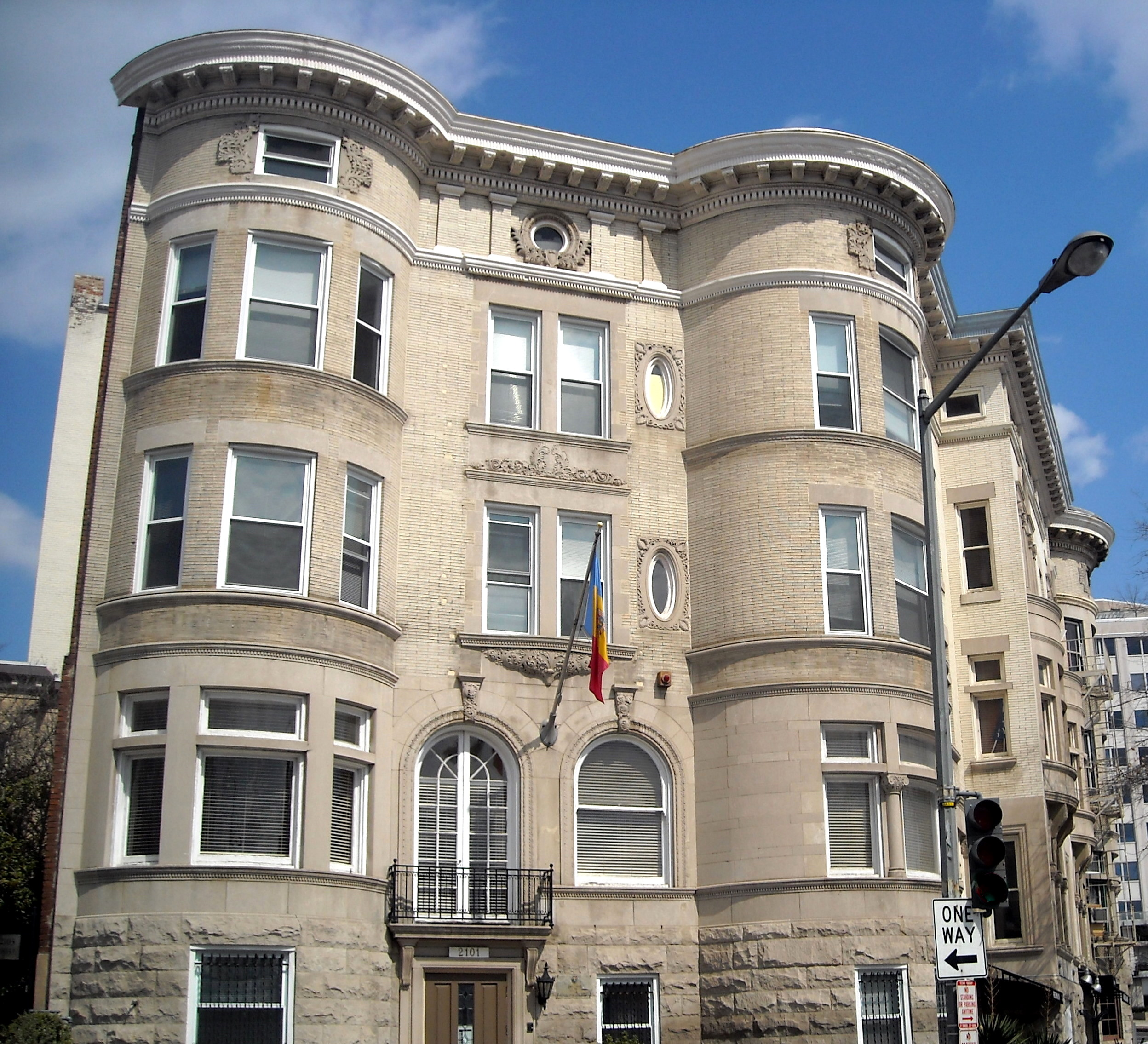
Đại sứ quán Moldova tại Washington, D.C.

Sau khi giành lại độc lập từ Liên bang Xô viết, Moldova đã thiết lập quan hệ với các nước châu Âu khác. Một tiến trình hội nhập Liên minh châu Âu và theo mục tiêu trung lập của chính sách đối ngoại quốc gia được triển khai. Năm 1995 nước này trở thành nhà nước hậu Xô viết đầu tiên được chấp nhận vào Hội đồng Châu Âu. Ngoài sự việc tham gia vào chương trình Đối tác vì hoà bình của NATO, Moldova cũng là một nhà nước thành viên Liên hiệp quốc, OSCE, Hội đồng Hợp tác Bắc Đại Tây Dương, Tổ chức Thương mại Thế giới, Quỹ Tiền tệ Quốc tế, Ngân hàng Thế giới, Cộng đồng Pháp ngữ và Ngân hàng Tái thiết và Phát triển châu Âu.
Năm 2005, Moldova và EU thiết lập một kế hoạch hành động nhằm tìm cách cải thiện mối quan hệ giữa hai cơ cấu cạnh nhau. Tháng 6 năm 2007, Phó chủ tịch Nghị viện Moldova Iurie Roşca đã ký một thoả thuận song phương với Nghị viện Quốc tế vì An toàn và Hoà bình, một tổ chức liên chính phủ để thúc đẩy hoà bình thế giới, có trụ sở tại Italia. Sau cuộc Chiến tranh Transnistria, Moldova đã tìm kiếm một giải pháp hoà bình cho cuộc xung đột tại vùng Transnistria bằng cách làm việc với România, Ukraina, và Nga, kêu gọi sự trung gian quốc tế, và hợp tác với các phái bộ quan sát và tìm kiếm sự thật của OSCE và Liên hiệp quốc. Bộ trưởng Ngoại giao Moldova, Andrei Stratan, đã nhiều lần nói rằng quân đội Nga đồn trú tại vùng ly khai đang ở đó trái với nguyện vọng của Chính phủ Moldova và kêu gọi họ rời đi "toàn bộ và vô điều kiện."

### Quân đội
Các lực lượng vũ trang Moldova gồm Các lực lượng lục quân và Các lực lượng không quân. Moldova đã chấp nhận mọi quy định kiểm soát vũ khí có liên quan của Liên Xô cũ. Ngày 30 tháng 10 năm 1992, Moldova đã phê chuẩn Hiệp ước về các Lực lượng Vũ trang Thông thường ở châu Âu, thiết lập các giới hạn toàn diện về các tính chất then chốt của trang bị quân sự thông thường và phá huỷ những vũ khí vượt ngoài các giới hạn. Nước này tán thành các điều khoản của Hiệp ước Không Phổ biến Vũ khí Hạt nhân tháng 10 năm 1994 tại Washington, DC. Moldova không sở hữu các vũ khí hạt nhân, sinh học hay hoá học. Moldova đã tham gia chương trình Đối tác vì hoà bình của Tổ chức Hiệp ước Bắc Đại Tây Dương ngày 16 tháng 3 năm 1994.

## Phân chia hành chính

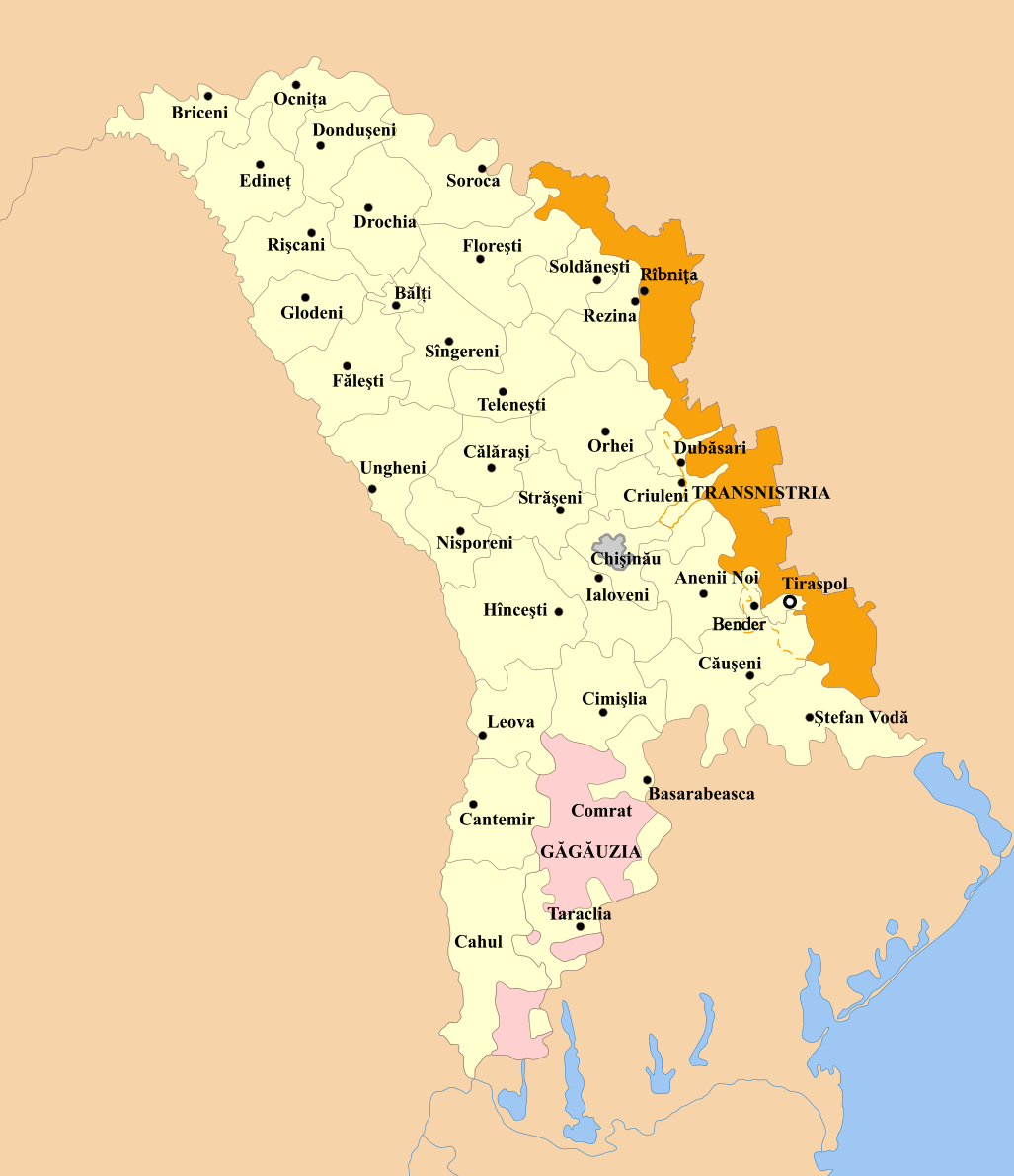
Khu vực hành chính Moldova

Moldova được chia thành ba mươi hai khu (raioane, số ít raion); ba thành phố tự trị (Bălţi, Chişinău, Bender); và hai vùng tự trị (Găgăuzia và Transnistria). Các thành phố Comrat và Tiraspol, thủ phủ hành chính của hai lãnh thổ tự trị cũng có vị thế đô thị tự trị. 32 khu gồm:
| 1. Anenii Noi 2. Basarabeasca 3. Briceni 4. Cahul 5. Cantemir 6. Călăraşi 7. Căuşeni 8. Cimişlia | 1. Criuleni 2. Donduşeni 3. Drochia 4. Dubăsari 5. Edineţ 6. Făleşti 7. Floreşti 8. Glodeni | 1. Hînceşti 2. Ialoveni 3. Leova 4. Nisporeni 5. Ocniţa 6. Orhei 7. Rezina 8. Rîşcani | 1. Sîngerei 2. Soroca 3. Străşeni 4. Şoldăneşti 5. Ştefan Vodă 6. Taraclia 7. Teleneşti 8. Ungheni |

Vị thế cuối cùng của Transnistria vẫn đang bị tranh cãi, bởi chính phủ trung ương không kiểm soát lãnh thổ này.
Moldova có 65 thành phố (thị trấn), gồm 5 thành phố có vị thế đô thị tự trị, và 917 xã. Khoảng 699 làng quá nhỏ để có một bộ máy hành chính riêng biệt, và về mặt hành chính là một phần của các thành phố (40 trong số chúng) hay các làng (659). Điều này khiến có tổng cộng 1,681 địa điểm tại Moldova, tất cả, trừ hai nơi, đều có người ở.
| Thành phố lớn nhất và dân số | Thành phố lớn nhất và dân số | Thành phố lớn nhất và dân số | Thành phố lớn nhất và dân số |
| #                            | Thành phố                    | với ngoại ô                  | không ngoại ô                |
| ---------------------------- | ---------------------------- | ---------------------------- | ---------------------------- |
| 1.                           | Chişinău                     | 647,513 (2005)               | 712,218 (2004)               |
| 2.                           | Tiraspol                     | 159,163 (2004)               | 159,163 (2004)               |
| 3.                           | Bălţi                        | 122,778 (2005)               | 127,561 (2004)               |
| 4.                           | Bender                       | 97,027 (2004)                | 100,000 (2004)               |
| 5.                           | Rîbniţa                      | 53,648 (2004)                | 53,648 (2004)                |
| 6.                           | Cahul                        | 35,488 (2004)                | 35,488 (2004)                |
| 7.                           | Ungheni                      | 32,530 (2004)                | 32,530 (2004)                |
| 8.                           | Soroca                       | 28,362 (2004)                | 28,362 (2004)                |
| 9.                           | Orhei                        | 25,641 (2004)                | 25,641 (2004)                |
| 10.                          | Dubăsari                     | 23,650 (2004)                | 23,650 (2004)                |
| 11.                          | Comrat                       | 23,327 (2004)                | 23,327 (2004)                |
| 12.                          | Ceadîr-Lunga                 | 19,401 (2004)                | 19,401 (2004)                |
| 13.                          | Străşeni                     | 18,320 (2004)                | 19,090 (2004)                |
| 14.                          | Căuşeni                      | 17,757 (2004)                | 17,757 (2004)                |
| 15.                          | Drochia                      | 16,606 (2004)                | 16,606 (2004)                |
| 16.                          | Edineţ                       | 15,624 (2004)                | 17,292 (2004)                |

## Kinh tế

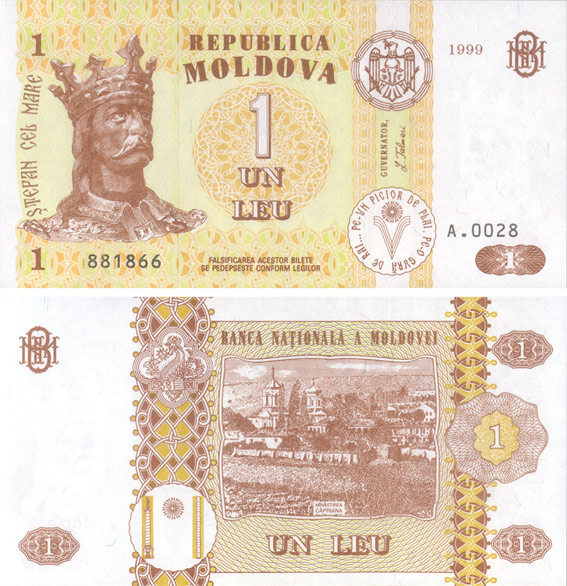
Đồng leu Moldova.

Moldova có khí hậu thích hợp cho nông nghiệp nhưng không có các trữ lượng khoáng sản chính. Vì thế, nền kinh tế nước này phụ thuộc nhiều vào nông nghiệp, với các sản phẩm trái cây, rau, rượu, và thuốc lá. Kinh tế Moldova đã sa sút nhiều sau sự sụp đổ của Liên Xô. Hiện tại, Moldova là nước nghèo nhất châu Âu. Tính đến năm 2016, GDP của Moldova đạt 6.650 USD, đứng thứ 145 thế giới và đứng thứ 43 châu Âu.

### Năng lượng
Moldova phải nhập khẩu toàn bộ dầu mỏ, than, và khí tự nhiên, phần lớn từ Nga. Moldova là một quốc gia đối tác của chương trình năng lượng INOGATE EU, với bốn mục tiêu chính: tăng cường an ninh năng lượng, hội tụ các thị trường năng lượng của các quốc gia thành viên trên cơ sở các nguyên tắc của thị trường năng lượng nội bộ EU, hỗ trợ phát triển năng lượng bền vững, và thu hút đầu tư vào các dự án năng lượng vì lợi ích chung và lợi ích khu vực.

### Cải cách kinh tế
Sau sự tan rã của Liên bang Xô viết năm 1991, sự thiếu hụt nhiên liệu đã dẫn tới tình trạng tụt giảm mạnh sản xuất. Như một phần của nỗ lực tự do hoá kinh tế đầy tham vọng, Moldova đã đưa ra một đồng tiền tệ có thể chuyển đổi, tự do hoá giá cả, ngừng các khoản trợ cấp cho các doanh nghiệp nhà nước, hỗ trợ tư nhân hoá đất đai, bãi bỏ các biện pháp quản lý xuất khẩu và tự do hoá lãi suất. Chính phủ đã tham gia các thoả thuận với Ngân hàng Thế giới và Quỹ Tiền tệ Quốc tế để khuyến khích tăng trưởng. Những khuynh hướng gần đây cho thấy chính phủ Cộng sản muốn đảo ngược một số chính sách trong số đó, và tái tập thể hoá đất đai trong khi tăng cường giới hạn với lĩnh vực kinh tế tư nhân. Nền kinh tế đã có mức tăng trưởng dương, 2.1% năm 2000 và 6.1% năm 2001. Tăng trưởng vẫn ở mức khá năm 2007 (6%), một phần nhờ những cuộc cải cách và bởi sự bắt đầu từ một cơ sở nhỏ. Nền kinh tế vẫn dễ bị tổn thương bởi giá nhiên liệu cao, thời tiết bất thường, và sự hoài nghi của những nhà đầu tư nước ngoài.
Sau cuộc khủng hoảng tài chính khu vực năm 1998, Moldova đã có bước tiến lớn trong việc thực hiện và duy trì sự ổn định kinh tế vi mô và tài chính. Hơn nữa, họ đã thực hiện nhiều cuộc cải cách cơ cấu và thể chế cần thiết cho sự hoạt động hiệu quả của một nền kinh tế thị trường. Những nỗ lực đó đã giúp duy trì sự ổn định kinh tế vi mô và tài chính dưới các điều kiện khó khăn từ bên ngoài, cho phép tái tăng trưởng kinh tế và đóng góp vào việc tạo dựng một môi trường định hướng cho nền kinh tế trong tương lai và phát triển trong trung hạn. Dù có những nỗ lực đó, và dù kinh tế đã tăng trưởng trở lại, Moldova vẫn xếp hạng thấp về tiêu chuẩn sống và các chỉ số phát triển con người so với các nền kinh tế đang chuyển tiếp khác. Dù nền kinh tế đã tăng trưởng liên tục sau năm 2000: với 2.1%, 6.1%, 7.8% và 6.3% giai đoạn 2000 và 2003 (với mức tăng trưởng dự báo 8% năm 2004), mọi người có thể thấy rằng những con số đó còn lâu mới đạt mức năm 1994, với tăng trưởng gần 40% GDP năm 1990. Vì thế, trong thập kỷ vừa qua ít hành động đã được thực hiện nhằm giảm bớt sự dễ bị tổn thương của nền kinh tế quốc gia, Sau một sự suy giảm kinh tế nghiêm trọng, những thách thức kinh tế và xã hội, sự phụ thuộc vào năng lượng từ bên ngoài, Moldova tiếp tục đứng ở một trong những mức thấp nhất châu Âu về thu nhập trên đầu người.
Năm 2005 (Báo cáo Phát triển Con người 2008), GDP trên đầu người được ghi nhận ở mức US $ 4,100 theo PPP, thấp hơn 2.32 lần so với mức trung bình của thế giới (US $ 9,543). Hơn nữa, GDP trên đầu người cũng ở dưới mức trung bình của vùng (US $ 9,527 PPP). Năm 2005, khoảng 20.8% dân số sống dưới mức nghèo khổ và có mức thu nhập thấp hơn US $ 2.15 (PPP) mỗi ngày. Moldova được xếp hạng trung bình về phát triển con người và ở mức 111 trên 177 nước. Chỉ số Phát triển Con người đạt 0.708 thấp hơn mức trung bình thế giới. Moldova vẫn là nước nghèo nhất châu Âu về GDP trên đầu người chính thức (không tính kinh tế ngầm) hiện ở mức $1,808.729
GDP năm 2007 là $4.104 tỷ. Tăng 3% so với năm 2006.

### Viễn thông tại Moldova
Tháng 9 năm 2005 đã có 1 triệu người sử dụng điện thoại di động tại Moldova. Số người sử dụng điện thoại di động đã tăng 47.3% trong quý đầu năm 2008 so với năm trước và đạt con số 2.886.000.
Cuối năm 2008 có 1.151.000 người sử dụng Internet tại Moldova với số truy cập internet tổng thể đạt 30,1%.

### Nông nghiệp
Đất đai màu mỡ và khí hậu lục địa ôn hoà của Moldova (với mùa hè ấm và mùa đông dịu) khiến nước này là một trong những vùng nông nghiệp trù phú nhất từ thời cổ đại, và là nguồn cung cấp các sản phẩm nông nghiệp chính cho đông nam Âu.
Trong nông nghiệp, cải cách kinh tế bắt đầu với cải cách đất đai.

### Công nghiệp rượu
Moldova nổi tiếng về các sản phẩm rượu. Trong nhiều năm nghề trồng nho và sản xuất rượu tại Moldova là công việc chính của người dân. Bằng chứng về điều này có trong các công trình tưởng niệm lịch sử, tài liệu, văn hoá dân gian và trong ngôn ngữ nói của người dân Moldova.
Nước này có một ngành công nghiệp rượu với cơ sở hạ tầng tốt. Diện tích các vườn nho là 147,000ha, trong số đó 102,500ha hiện được sử dụng cho sản xuất thương mại. Đa phần sản xuất rượu của Moldova dành cho xuất khẩu. Nhiều gia đình có công thức và cách chế biến nho riêng đã được truyền qua nhiều thế hệ.

### Vận tải
Các phương tiện vận tải chính tại Moldova là đường sắt (1,138 km/707 mi) và một hệ thống đường cao tốc (12,730 km/7,910 dặm, gồm 10,973 km/6,818 dặm đã trải nhựa).

## Nhân khẩu

Thành phần dân tộc-ngôn ngữ năm 2004

### Văn hoá và thành phần sắc tộc
Dữ liệu tham khảo cuối cùng là cuộc Điều tra dân số Moldova năm 2004 (các vùng do chính phủ trung ương quản lý), và cuộc Điều tra dân số tại Transnistria năm 2004 (các vùng do chính quyền ly khai quản lý, gồm Transnistria, Bender/Tighina, và bốn làng lân cận):
| Tự xác định     | Điều tra dân số Moldova | % Core Moldova | Transnistrian census | % Transnistria + Bender | Tổng cộng | %      |
| --------------- | ----------------------- | -------------- | -------------------- | ----------------------- | --------- | ------ |
| Người Moldova1  | 2.564.849               | 75.81%         | 177,382              | 31.94%                  | 2.742.231 | 69.62% |
| Người Ukraina   | 282,406                 | 8.35%          | 160,069              | 28.82%                  | 442,475   | 11.23% |
| Người Nga       | 201,218                 | 5.95%          | 168,678              | 30.37%                  | 369,896   | 9.39%  |
| Gagauz          | 147,500                 | 4.36%          | 4,096                | 0.74%                   | 151,596   | 3.85%  |
| Người Romania1  | 73,276                  | 2.17%          | 253                  | 0.05%                   | 73,529    | 1.87%  |
| Người Bulgaria  | 65,662                  | 1.94%          | 13,858               | 2.50%                   | 79,520    | 2.02%  |
| Roma            | 12,271                  | 0.36%          | 507                  | 0.09%                   | 12,778    | 0.32%  |
| Do Thái2        | 3,608                   | 0.11%          | 1,259                | 0.23%                   | 4,867     | 0.12%  |
| Người Ba Lan    | 2,383                   | 0.07%          | 1,791                | 0.32%                   | 4,174     | 0.11%  |
| Khác/không khai | 30,159                  | 0.89%          | 27,454               | 4.94%                   | 57,613    | 1.46%  |
| TỔNG            | 3.383.332               | 100%           | 555,347              | 100%                    | 3.938.679 | 100%   |

1Có một cuộc tranh cãi đang diễn ra về việc liệu người Romania và người Moldova có cùng là một nhóm sắc tộc hay không, nói chính xác là liệu sự tự xác định là người Moldova có tạo nên một nhóm sắc tộc khác biệt với nhóm sắc tộc Romania không hay chỉ là một tập hợp con của nó. Tại cuộc điều tra dân số, các công dân có thể tuyên bố chỉ một quốc tịch. Vì thế, một người không thể tuyên bố mình vừa là người Moldova vừa là người Romania.
2Cộng đồng thiểu số Do thái rất đông đảo trong quá khứ (có 225,637 người Do Thái tại Bessarabia năm 1897, hay 11.65% của tổng dân số).

### Ngôn ngữ
Hiến pháp năm 1994 quy định rằng "ngôn ngữ quốc gia của Cộng hoà Moldova là tiếng Moldava, và nó được viết theo ký tự Latinh,"  tuy Tuyên ngôn độc lập năm 1991 nói ngôn ngữ chính thức là tiếng România. Luật Ngôn ngữ Nhà nước năm 1989 có đề cập tới một sự đồng nhất ngôn ngữ Moldova-Romania.
Có một cuộc tranh cãi chính trị về tính cách sắc tộc của Cộng hoà Moldova. Năm 2003, Chính phủ Cộng sản đã thông qua một nguyên tắc chính trị quốc gia cho rằng một trong những ưu tiên của chính trị quốc gia Cộng hoà Moldova là đảm bảo sự tồn tại của một ngôn ngữ Moldova. Các học giả đồng ý rằng tiếng Moldova và tiếng România là một ngôn ngữ, với tên gọi dân cư "Moldovan" được sử dụng trong một số bối cảnh chính trị. Quan điểm này cũng được nhiều chính trị gia Moldova chia sẻ.
Tiếng Nga được coi là một "ngôn ngữ giao tiếp giữa các sắc tộc" (cùng với ngôn ngữ chính thức), và trên thực tế vẫn được sử dụng rộng rãi ở mọi cấp độ xã hội và nhà nước. Ý tưởng chính trị quốc gia được đề cập ở trên cũng nói rằng sự cùng tồn tại tiếng Nga-Moldova là đặc trưng của Moldova.
Tiếng Gagauz và tiếng Ukraina cũng có khá nhiều người sử dụng tại các vùng và cũng được trao vị thế chính thức cùng với tiếng Nga tại Gagauzia và Transnistria respectively.
| Dân số Moldova              | Tiếng Moldova (Romana) | Tiếng Nga      | Tiếng Ukraina | Tiếng Gagauz  | Tiếng Bulgari | Các ngôn ngữ khác, không tuyên bố |
| theo tiếng mẹ đẻ            | 2.588.355 76.51%       | 380,796 11.26% | 186,394 5.51% | 137,774 4.07% | 54,401 1.61%  | 35,612 1.04%                      |
| theo tiếng sử dụng đầu tiên | 2.543.354 75.17%       | 540,990 15.99% | 130,114 3.85% | 104,890 3.10% | 38,565 1.14%  | 25,419 0.75%                      |

### Tôn giáo
| Tôn giáo tại Moldova     | Tôn giáo tại Moldova     | Tôn giáo tại Moldova | Tôn giáo tại Moldova | Tôn giáo tại Moldova |
| ------------------------ | ------------------------ | -------------------- | -------------------- | -------------------- |
| Tôn giáo                 | Tôn giáo                 |                      | Tỷ lệ                | Tỷ lệ                |
| Chính thống giáo Moldova | Chính thống giáo Moldova |                      | 93.34%               | 93.34%               |
| Tin Lành                 | Tin Lành                 |                      | 1.89%                | 1.89%                |
| Công giáo Roma           | Công giáo Roma           |                      | 0.14%                | 0.14%                |
| Do Thái giáo             | Do Thái giáo             |                      | 0.11%                | 0.11%                |
| Vô thần                  | Vô thần                  |                      | 0.98%                | 0.98%                |
| Không tôn giáo           | Không tôn giáo           |                      | 0.88%                | 0.88%                |

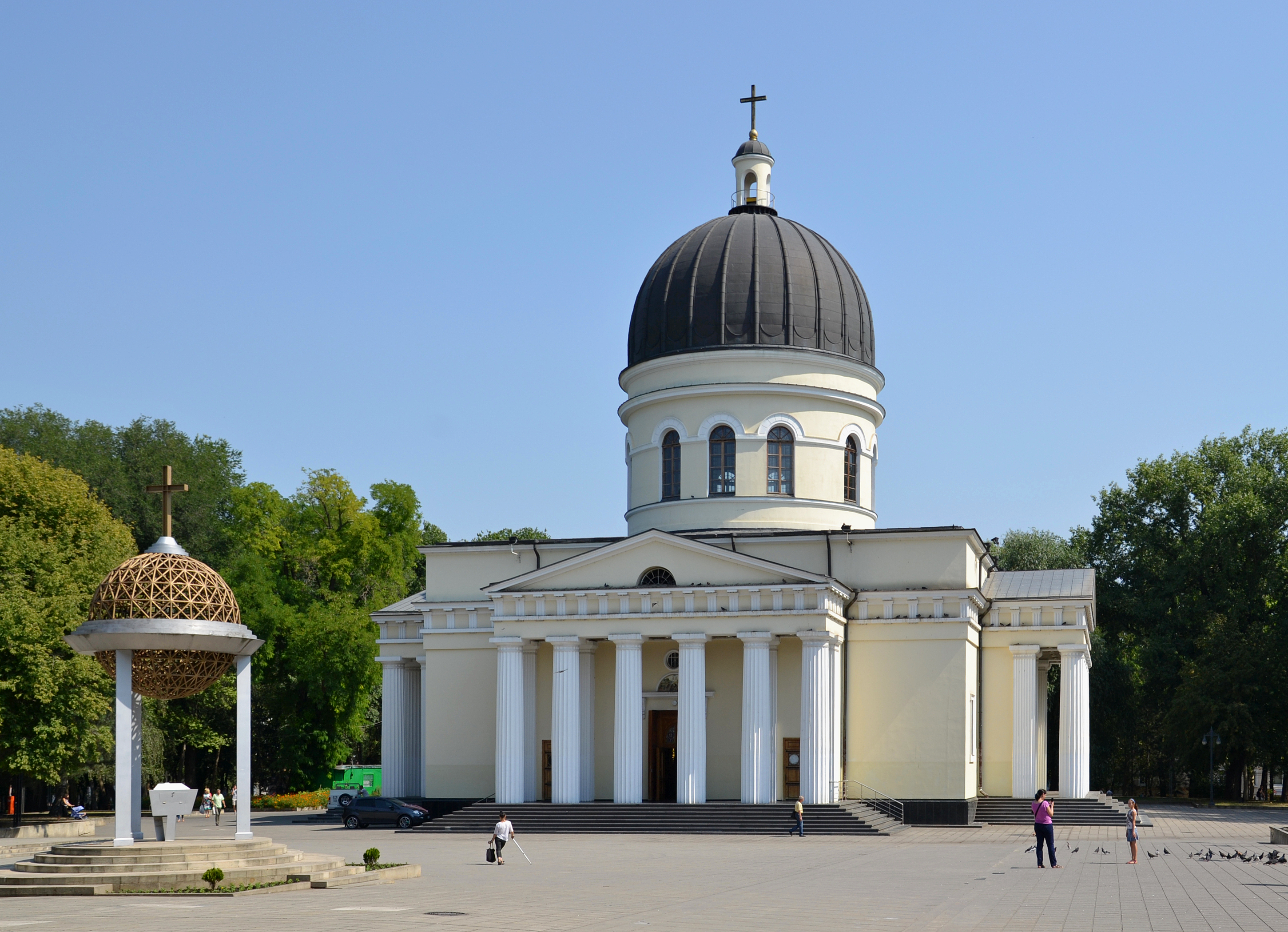
Thánh đường Thánh đản, Chişinău

Trong cuộc điều tra dân số năm 2004, các tín đồ Chính Thống giáo Đông phương chiếm tới hơn 90% dân số Moldova, không bị yêu cầu phải tuyên bố rõ họ thuộc một trong hai nhà thờ chính nào. Nhà thờ Chính thống Moldova, tự trị và trực thuộc Nhà thờ Chính thống Nga, và Nhà thờ Chính thống Bessarabia, tự trị và trực thuộc Nhà thờ Chính thống Romania, cả hai đều tuyên bố mình là nhà thờ quốc gia của đất nước.

### Tội phạm
CIA World Factbook liệt kê tình trạng tội phạm lan rộng và hoạt động kinh tế ngầm là một trong những vấn đề lớn về tình trạng tội phạm ở Moldova.

## Văn hoá

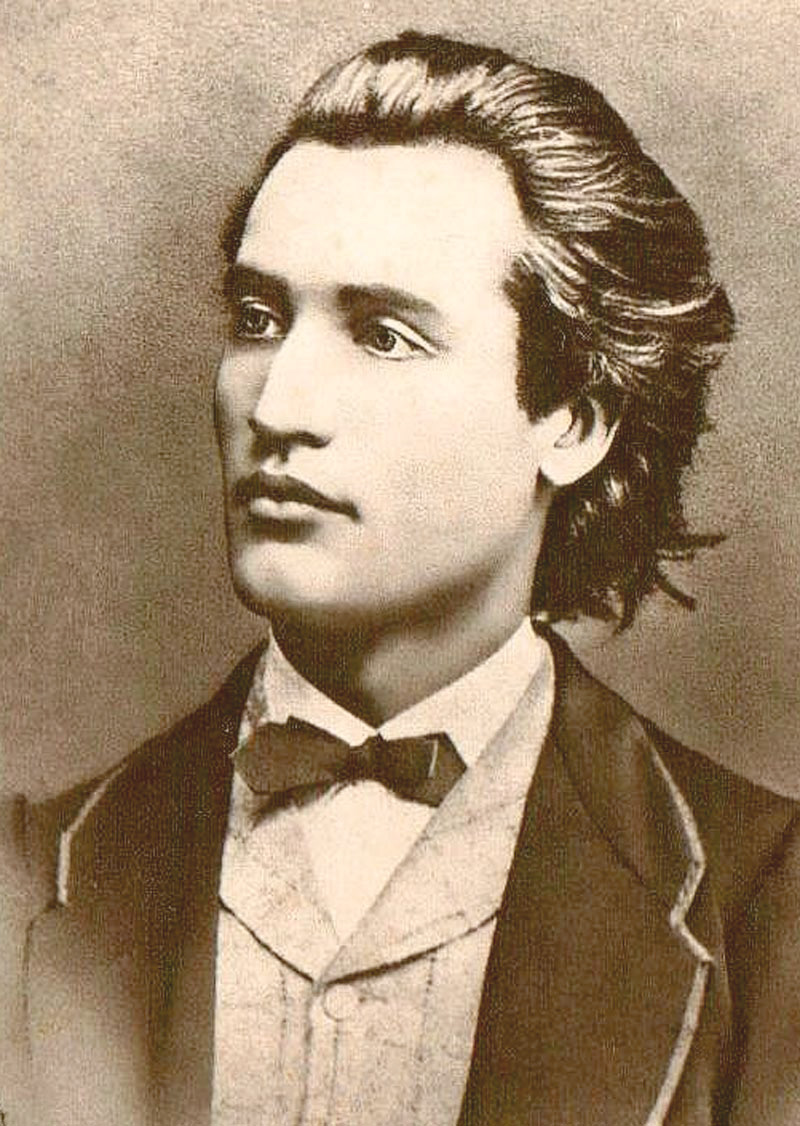
Mihai Eminescu, nhà thơ quốc gia Moldova và România.

Về mặt địa lý nằm trên ngã tư đường của Latinh, Slavơ và các nền văn hoá khác, Moldova đã làm giàu thêm nền văn hoá của mình bằng cách chấp nhận và duy trì một số truyền thống của các nước láng giềng và các nguồn ảnh hưởng khác.
Di sản văn hoá của nước này đáng chú ý ở số lượng nhiều nhà thờ và tu viện được nhà cai trị Moldova Ștefan Vĩ đại xây dựng hồi thế kỷ XV, và bởi các tác phẩm của những tác gia thời phục hưng như Varlaam và Dosoftei, và của các học giả sau này như Grigore Ureche, Miron Costin, Nicolae Milescu, Dimitrie Cantemir, Ion Neculce. Ở thế kỷ XIX, người Moldavia từ các vùng đất thuộc Công quốc Moldavia thời Trung cổ, sau đó chia rẽ giữa Áo, Nga và một chư hầu Ottoman Moldavia (sau năm 1859, România), tạo ra sự đóng góp lớn nhất vào sự thành lập văn hoá Romania hiện đại. Trong số này có nhiều người Bessarabia, như Alexandru Donici, Alexandru Hâjdeu, Bogdan Petriceicu Hasdeu, Constantin Stamati, Constantin Stamati-Ciurea, Costache Negruzzi, Alecu Russo, Constantin Stere.
Mihai Eminescu, một nhà thơ cuối thời kỳ lãng mạn, và Ion Creangă, một tác gia là những nghệ sĩ có nhiều ảnh hưởng nhất với các sáng tác bằng tiếng România, được coi là các tác gia quốc gia của cả Romania và Moldova.
Sắc tộc Moldova, 78.3% dân số, là những người nói tiếng Romani và có chung văn hoá Romania. Văn hoá của họ đã bị ảnh hưởng (qua Chính thống giáo phía đông) bởi văn hoá Byzantine.
Nước này cũng có các cộng động sắc tộc thiểu số quan trọng. Người Gagauz, 4.4% dân số, là sắc tộc Turkic Thiên chúa giáo duy nhất. Người Hy Lạp, người Armenia, người Ba Lan, người Do Thái, người Ukraina, dù không đông, đã hiện diện ở đây ngay từ thế kỷ XVII, và để lại nhiều dấu ấn văn hoá. Thế kỷ XIX chứng kiện sự xuất hiện của nhiều người Ukraina và Do Thái nữa đến từ Podolia và Galicia, cũng như các cộng đồng mới như người Lipovan, người Bulgaria và người Đức.
Nửa sau thế kỷ XX, Moldova chứng kiến một làn sóng nhập cư Xô viết lớn, đưa đến nhiều yếu tố văn hoá Xô viết. Nước này hiện có số dân là người Nga (6%) và người Ukraina (8.4%) khá quan trọng. 50% sắc tộc Ukraina, 27% của Gagauzia, 35% của Bulgari, và 54% các nhóm sắc tộc nhỏ hơn khác nói tiếng Nga như ngôn ngữ đầu tiên. Tổng cộng, có 541,000 người (hay 16% dân số) Moldova sử dụng tiếng Nga như ngôn ngữ đầu tiên, gồm 130,000 người sắc tộc Moldova. Trái lại, chỉ 47,000 người sắc tộc thiểu số sử dụng tiếng România như ngôn ngữ đầu tiên.
Văn hoá Moldova có một số ảnh hưởng từ các cộng đồng thiểu số lịch sử, và ngược lại cũng có ảnh hưởng trên văn hoá của các nhóm sắc tộc nhập cư, như người Đức Bessarabia và người Do Thái Bessarabia.

### Truyền thông đại chúng
Truyền hình tại Moldova xuất hiện năm 1956. Moldova có nhiều kênh truyền hình chung với România. Ngoài ra có một số kênh đến từ nước Nga chủ yếu phát sóng bằng hai ngôn ngữ là Tiếng Nga và Tiếng România.

### Thức ăn và đồ uống
Ẩm thực Moldova gồm chủ yếu các loại thực phẩm truyền thống châu âu, như thịt bò, thịt lợn, khoai tây, cải bắp, và nhiều loại ngũ cốc. Các đồ uống có cồn phổ biến là divin (rượu mạnh Moldova), vodka, và đặc biệt là các loại rượu địa phương.

### Âm nhạc
Moldova đã có những nghệ sĩ với các tác phẩm được công nhận trên toàn thế giới: các nhà soạn nhạc (Gavriil Musicescu, Ştefan Neaga, Eugen Doga), sculptors (Alexandru Plămădeală), và các kiến trúc sư (Alexey Shchusev, một kiến trúc sư người Nga sinh tại Moldova).
Trong lĩnh vực âm nhạc đại chúng, Moldova đã có ban nhạc O-Zone, trở nên nổi tiếng năm 2004, với bài hát Dragostea Din Tei, cũng được gọi là "The Numa Numa Song".

### Chính phủ
- Official site Lưu trữ ngày 1 tháng 2 năm 2008 tại Wayback Machine
- Official governmental site Lưu trữ ngày 23 tháng 12 năm 2009 tại Wayback Machine
- Official web site of the Parliament Lưu trữ ngày 18 tháng 12 năm 2008 tại Wayback Machine
- Chief of State and Cabinet Members Lưu trữ ngày 26 tháng 10 năm 2009 tại Wayback Machine
- The Ministry of Foreign Affairs Lưu trữ ngày 5 tháng 10 năm 2008 tại Wayback Machine
- Embassy of the Republic of Moldova in the United States of America Lưu trữ ngày 27 tháng 8 năm 2009 tại Wayback Machine

### Thông tin chung
| Tìm hiểu thêm về Moldova tại các dự án liên quan |                                   |
| Tìm kiếm Wiktionary                              | Từ điển từ Wiktionary             |
| Tìm kiếm Commons                                 | Tập tin phương tiện từ Commons    |
| Tìm kiếm Wikinews                                | Tin tức từ Wikinews               |
| Tìm kiếm Wikiquote                               | Danh ngôn từ Wikiquote            |
| Tìm kiếm Wikisource                              | Văn kiện từ Wikisource            |
| Tìm kiếm Wikibooks                               | Tủ sách giáo khoa từ Wikibooks    |
| Tìm kiếm Wikiversity                             | Tài nguyên học tập từ Wikiversity |

- Mục “Moldova” trên trang của CIA World Factbook.
- Best gateway to discover Moldova
- Country information from the United States Department of State
- Travel information Lưu trữ ngày 16 tháng 2 năm 2008 tại Wayback Machine from the United States Department of State
- Portals to the World from the United States Library of Congress
- Moldova Lưu trữ ngày 2 tháng 10 năm 2012 tại Wayback Machine at UCB Libraries GovPubs
- Moldova trên DMOZ
- Wikimedia Atlas của Moldova

### Xếp hạng quốc tế
- Bertelsmann: Bertelsmann Transformation Index 2006 Lưu trữ ngày 4 tháng 2 năm 2012 tại Wayback Machine, ranked 75th out of 119 countries
- Reporters without borders: Annual worldwide press freedom index (2005), ranked 74th out of 167 countries
- The Wall Street Journal: 2005 Lưu trữ ngày 4 tháng 2 năm 2008 tại Wayback Machine Index of Economic Freedom, ranked 77th out of 155 countries
- The Economist: The World in 2005 - Worldwide quality-of-life index, 2005, ranked 99th out of 111 countries
- Transparency International: Corruption Perceptions Index 2005 Lưu trữ ngày 21 tháng 6 năm 2007 tại Wayback Machine, ranked 88th out of 158 countries
- United Nations Development Programme: Human Development Index 2005, ranked 116th out of 177 countries
- World Economic Forum: Global Competitiveness Report 2005-2006 - Growth Competitiveness Index Ranking, ranked 82nd out of 117 countries
- World Bank: Doing Business 2006, ranked 83rd out of 155
- World Bank: Ease of Starting a Business 2006, ranked 69th out of 155
- United Nations Conference on Trade and Development: Foreign Direct Investment Performance Index 2004 Lưu trữ ngày 30 tháng 9 năm 2009 tại Wayback Machine, ranked 35th out of 140

### Tin tức
- Moldova In The World - online journal Lưu trữ ngày 11 tháng 9 năm 2017 tại Wayback Machine
- Moldpres - state owned news agency Lưu trữ ngày 25 tháng 2 năm 2010 tại Wayback Machine
- Stiri.md - News Aggregator for all online news agencies
- StireaZilei.md - News in Moldova Lưu trữ ngày 31 tháng 8 năm 2013 tại Wayback Machine

### Khác
- Tourism in Moldova Lưu trữ ngày 13 tháng 12 năm 2009 tại Wayback Machine
- Guide to Moldova's Hotels Lưu trữ ngày 5 tháng 9 năm 2009 tại Wayback Machine
- Travel to Moldova
- Sport in Moldova
- Igor Pivovar’s Blog: Interethnic relations in Moldova Lưu trữ ngày 19 tháng 1 năm 2012 tại Wayback Machine
- ECMI Moldova Lưu trữ ngày 29 tháng 12 năm 2018 tại Wayback Machine, European Centre for Minority Issues (ECMI) (Information about Minority Issues in Moldova)
- Dimitrie Cantemir-Descrierea Moldovei Lưu trữ ngày 18 tháng 10 năm 2007 tại Wayback Machine
- "Moldova 2006 Investment Climate Statement Lưu trữ ngày 28 tháng 5 năm 2006 tại Wayback Machine", Iulian Bogasieru, Business Information Service For The Newly Independent States (BISNIS) Representative (tháng 1 năm 2006).
- "Moldova: Young Women From Rural Areas Vulnerable To Human Trafficking", Radio Free Europe/Radio Liberty (6 tháng 10 năm 2004).
- Country population portal
- OurNet — Moldova Internet Resources Lưu trữ ngày 8 tháng 11 năm 2008 tại Wayback Machine
- Business.md - National Business Portal Lưu trữ ngày 30 tháng 8 năm 2009 tại Wayback Machine
- Moldova, allcountries.eu (Information about Moldova)
- Various panoramas of Chisinau and Moldova, panorama.md